# Киш, Джен
Дженнифер «Джен» Киш (англ. Jennifer "Jen" Kish; род. 7 июля 1988 года) — канадская регбистка, игравшая на позиции фланкера; бронзовый призёр летних Олимпийских игр 2016 года в составе сборной Канады по регби-7, серебряный призёр чемпионата мира 2013 года.

## Биография

### Семья и увлечения
Желание выступать на Олимпиаде появилось ещё в 2002 году, когда женская сборная по хоккею выиграла золото на Олимпиаде в Солт-Лейк-Сити. Работала персональным тренером. Хобби — игра на гитаре, фильмы, боулинг и гольф. Девиз — «Благодаря таланту тебя заметят, благодаря упорной работе тебя и дальше будут замечать».
Перед матчами всегда прослушивала песню «Watch Me Rise» (Микка Экко), а также пробовала горчицу и писала на кистях что-то важное. В частности, Джен писала хэштег #ruckcancer, отдавая дань уважения своему отцу Стиву, который победил рак. Придерживается нетрадиционной сексуальной ориентации

### Регбийная карьера
Со второго класса школы Джен занималась спортом. В 10 классе школы имени Вагнера в Эдмонтоне начала играть в регби по совету тренера по канадскому футболу. Выступала на позиции фланкера и восьмой, отлично играла в воздухе).
В возрасте 16 лет Джен дебютировала за сборную провинции Альберты и попала в сборную Канады до 19 лет, а через полгода сделала татуировку «Регби Канада» (англ. Rugby Canada) на правом бедре. В 2007 году провела первые тренировки в регби-7, однако долгое время воздерживалась от «семёрки» как требующего слишком больших скоростей спорта. В 2010 году в составе сборной Канады заняла 6-е место на Кубке мира, выступив перед этим на трёх Кубках наций, а позже была приглашена тренером женских сборных Джоном Тейтом в сборную по регби-7. С 2012 по 2016 годы — капитан женской сборной по регби-7, позже уступила капитанскую повязку Жислен Ландри.
В 2013 году Джен привела сборную Канады к серебряным медалям чемпионата мира в Москве, а также выиграла второй подряд титул лучшей регбистки мира в регби-7. В 2015 году она стала чемпионкой Панамериканских игр. В 2016 году стала бронзовым призёром Олимпиады в Рио-де-Жанейро — занесла попытку на групповом этапе в ворота Бразилии (победа 38:0) и получила приз «Самой влиятельной спортсменки» в рамках премии CAAWS Most Influential Women List.
Из-за многочисленных травм Киш 30 апреля 2018 года объявила о завершении игровой карьеры, отказавшись от выступлений на Играх Содружества, чемпионате мира в Сан-Франциско и этапах Мировой серии. В рамках Мировой серии она сыграла 134 матча и набрала 170 очков благодаря 34 попыткам.

### После карьеры
В мае 2018 года Киш вместе с ещё тремя спортсменками (Кэсси Кэмпбелл, Фрэн Райдер и Керрин Ли-Гартнер) объявила, что после смерти передаст свой мозг Канадскому исследовательскому центру при отделе черепно-мозговых травм больницы Западного Торонто — чтобы учёные могли исследовать последствия черепно-мозговых травм у регбисток и предотвратить хронические заболевания в будущем.
В 2019 году Киш вошла в жюри, выбиравшее лучших регбистов мира (регби-7) среди мужчин и женщин.